# Люговичі
Люговичі (рос. Люговичи) — присілок у Лодєйнопольському районі Ленінградської області Російської Федерації.
Населення становить 55 осіб. Належить до муніципального утворення Альоховщинське сільське поселення.

## Історія
Згідно із законом від 20 вересня 2004 року № 63-оз належить до муніципального утворення Альоховщинське сільське поселення.

## Населення
| 1879 | 1905 | 1958 | 1961 | 1997 | 2007 | 2010 |
| ---- | ---- | ---- | ---- | ---- | ---- | ---- |
| 132  | ↗179 | ↗244 | ↘216 | ↘91  | ↘60  | ↘48  |
| 2014 | 2015 | 2016 |      |      |      |      |
| ↗52  | ↗53  | ↗55  |      |      |      |      |